# Малое Руддилово
Малое Руддилово — деревня в Котельском сельском поселении Кингисеппского района Ленинградской области.

## История
Впервые упоминается в Писцовой книге Водской пятины 1500 года как сельцо Рудъела Новая в Никольском Толдожском погосте в Чюди Ямского уезда.
Затем как деревня Rudiala by Mensaia в Толдожском погосте в шведских «Писцовых книгах Ижорской земли» 1618—1623 годов.
Упоминается на шведской «Генеральной карте провинции Ингерманландии» 1704 года как деревня Rudiala.
Как деревня Рудиала Менша она обозначена на «Географическом чертеже Ижорской земли» Адриана Шонбека 1705 года.
Деревня Малое Рудло упомянута на карте Ингерманландии А. Ростовцева 1727 года.
На карте Санкт-Петербургской губернии Ф. Ф. Шуберта 1834 года она обозначена как деревня Малое Рутдило.

МАЛОЕ РУДДИЛО — деревня принадлежит полковнику Албрехту, число жителей по ревизии: 45 м. п., 45 ж. п. (1838 год)

В пояснительном тексте к этнографической карте Санкт-Петербургской губернии П. И. Кёппена 1849 года она записана как деревня Pieni Rudila (Малое Руддилово) и указано количество её жителей на 1848 год: води — 39 м. п., 32 ж. п., всего 71 человек.
Согласно карте профессора С. С. Куторги 1852 года деревня называлась Рудилы.

РУДДИЛО МАЛОЕ — деревня генерал-майора Альбрехта, 10 вёрст по почтовой, а остальное по просёлкам, число дворов — 14, число душ — 37 м. п. (1856 год)

МАЛОЕ РУДИЛОВО — деревня, число жителей по X-ой ревизии 1857 года: 35 м. п., 31 ж. п., всего 66 чел.

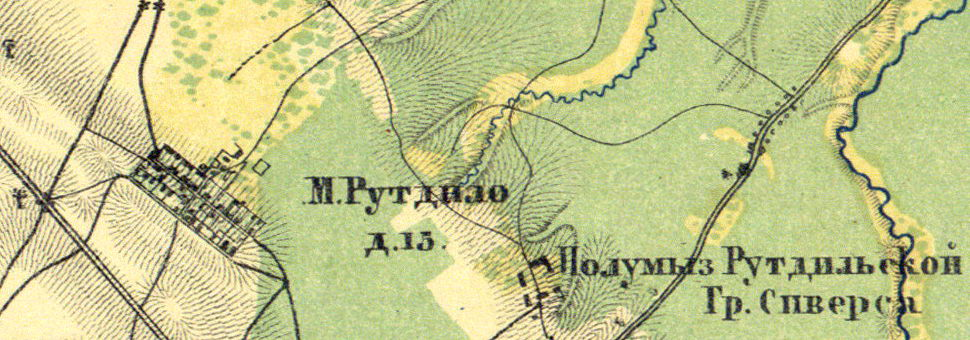
Деревня Малое Руддилово на карте 1860 года

Согласно «Топографической карте частей Санкт-Петербургской и Выборгской губерний» в 1860 году деревня называлась Малое Рутдило и насчитывала 15 дворов. К востоку от деревни находился Полумызок Рутдильский графа Сиверса.

МАЛОЕ РУДДИЛО — деревня владельческая при колодцах, число дворов — 14, число жителей: 40 м. п., 37 ж. п. .
 
РУДДИЛОВСКИЙ — полумызок владельческий при колодце, число дворов — 1, число жителей: 1 м. п., 2 ж. п. (1862 год)

МАЛОЕ РУДИЛОВО — деревня, по земской переписи 1882 года: семей — 19, в них 57 м. п., 49 ж. п., всего 106 чел.

МАЛОЕ РУДИЛОВО — деревня, число хозяйств по земской переписи 1899 года — 17, число жителей: 50 м. п., 50 ж. п., всего 100 чел.;
 разряд крестьян: бывшие владельческие; народность: русская — 6 чел., финская — 94 чел.

В конце XIX — начале XX века деревня административно относилась к Котельской волости 2-го стана Ямбургского уезда Санкт-Петербургской губернии.
С 1917 по 1927 год деревня Малое Руддилово входила в состав Руддиловского сельсовета Котельской волости Кингисеппского уезда.
Согласно данным переписи населения СССР 1926 года в деревне Руддилово Малое Больше-Руддиловского сельсовета проживали 106 человек, все русские.
С 1927 года в составе Котельского района.
Согласно топографической карте 1930 года деревня насчитывала 22 двора.
С 1931 года в составе Кингисеппского района.
По данным 1933 года деревня Малое Руддилово входила в состав Котельского сельсовета Кингисеппского района.

План деревни Малое Руддилово. 1938 год

Согласно топографической карте 1938 года деревня также насчитывала 22 двора.
В 1939 году население деревни Малое Руддилово составляло 106 человек.
C 1 августа 1941 года по 31 января 1944 года деревня находилась в оккупации.
С 1954 года в составе Котельского сельсовета.
В 1958 году население деревни Малое Руддилово составляло 89 человек.
По данным 1966, 1973 и 1990 годов деревня находилась в составе Котельского сельсовета.
В 1997 году в деревне Малое Руддилово проживали 16 человек, в 2002 году — 15 человек (русские — 86 %), в 2007 году — 15.

## География
Деревня расположена в северо-восточной к северу от автодороги 41К-008 (Петродворец — Криково) и к востоку от автодороги А180 (E 20) (Санкт-Петербург — Ивангород — граница с Эстонией) «Нарва».
Расстояние до административного центра поселения — 6 км.
Расстояние до ближайшей железнодорожной станции Котлы — 5 км.

## Демография
| 1862 | 2007 | 2010 | 2017 |
| ---- | ---- | ---- | ---- |
| 77   | ↘15  | ↘9   | ↗15  |

### Национальный состав
Согласно данным Всероссийской переписи населения 2021 года в деревне проживали 13 человек, из них:
 русские — 12, грузины — 1 человек.